# بنتو گونسالوز (ریو گراند دو سول)
بنتو گونسالوز (به پرتغالی: Bento Gonçalves) یک منطقهٔ مسکونی در برزیل است که در ریو گرانده جنوبی واقع شده‌است. بنتو گونسالوز ۳۸۲٫۵۱۳ کیلومتر مربع مساحت و ۱۲۱٬۸۰۳ نفر جمعیت دارد و ۶۹۰ متر بالاتر از سطح دریا واقع شده‌است.

## خواهرخوانده
شهرهای روورتو، ویلا لاجارینا، ترامبیلنو، ترانیولو و نوگاردو خواهرخوانده‌های بنتو گونسالوز (ریو گراند دو سول) هستند.